# Krootuse
Krootuse – wieś w Estonii, w prowincji Põlva, w gminie Kõlleste.